# Desmatoneura flavifrons
Desmatoneura flavifrons är en tvåvingeart som först beskrevs av Becker 1915.  Desmatoneura flavifrons ingår i släktet Desmatoneura och familjen svävflugor. Inga underarter finns listade i Catalogue of Life.